# Gaius Aurelius Cotta (consul in 75 v.Chr.)
Gaius Aurelius Cotta was een Romeinse politicus, die leefde in de 1e eeuw v.Chr. Hij was een lid van de invloedrijke gens Aurelia. Hij was een familielid van Julius Caesar, via diens moeder Aurelia.
Hij verdedigde in 92 v.Chr. zijn oom Publius Rutilius Rufus, die werd beschuldigd van afpersing in de provincie Asia. Hij was ook goed bevriend met de tribunus plebis Marcus Livius Drusus, maar slaagde er niet in hem op te volgen nadat Livius in 91 v.Chr. werd vermoord. Vanaf dat jaar tot 82 v.Chr. leefde Gaius vrijwillig in verbanning, om aan vervolging onder de lex Varia te ontsnappen. Onder het dictatorschap van Sulla keerde hij terug, en in 75 v.Chr. werd hij tot consul benoemd. Gaius stierf in 73 v.Chr. aan een oude wond.